# Robin van der Meer
Robin van der Meer (Voorburg, 21 febbraio 1995) è un calciatore olandese, difensore del Rijnsburgse Boys.

## Carriera

### Club
Ha giocato nella prima divisione olandese.

### Nazionale
Ha giocato nella nazionale olandese Under-17.

## Statistiche

### Presenze e reti nei club
Statistiche aggiornate al 30 agosto 2017.
| Stagione               | Squadra                | Campionato             | Campionato | Campionato | Coppe nazionali | Coppe nazionali | Coppe nazionali | Coppe continentali | Coppe continentali | Coppe continentali | Altre coppe | Altre coppe | Altre coppe | Totale | Totale | Totale |
| Stagione               | Squadra                | Comp                   | Pres       | Reti       | Comp            | Pres            | Reti            | Comp               | Pres               | Reti               | Comp        | Pres        | Reti        | Pres   | Reti   |        |
| ---------------------- | ---------------------- | ---------------------- | ---------- | ---------- | --------------- | --------------- | --------------- | ------------------ | ------------------ | ------------------ | ----------- | ----------- | ----------- | ------ | ------ | ------ |
| 2015-2016              | Go Ahead Eagles        | ED                     | 26+4       | 0          | CO              | 2               | 0               | UEL                | 0                  | 0                  | -           | -           | -           | 32     | 0      |        |
| ago. 2016              | Go Ahead Eagles        | E                      | 3          | 0          | CO              | -               | -               | -                  | -                  | -                  | -           | -           | -           | 3      | 0      |        |
| Totale Go Ahead Eagles | Totale Go Ahead Eagles | Totale Go Ahead Eagles | 29+4       | 0          |                 | 2               | 0               |                    | 0                  | 0                  |             | -           | -           | 35     | 0      |        |
| ago. 2016-2017         | Utrecht                | E                      | 19         | 0          | CO              | 3               | 0               | -                  | -                  | -                  | -           | -           | -           | 22     | 0      |        |
| 2017-2018              | Utrecht                | E                      | 3          | 0          | CO              | 0               | 0               | UEL                | 3                  | 0                  | -           | -           | -           | 6      | 0      |        |
| Totale Utrecht         | Totale Utrecht         | Totale Utrecht         | 22         | 0          |                 | 3               | 0               |                    | 3                  | 0                  |             | -           | -           | 28     | 0      |        |
| Totale carriera        | Totale carriera        | Totale carriera        | 51+4       | 0          |                 | 5               | 0               |                    | 3                  | 0                  |             | -           | -           | 63     | 0      |        |